# Гори (Тексас)
Гори (енгл. Goree) град је у америчкој савезној држави Тексас. По попису становништва из 2010. у њему је живело 203 становника.

## Демографија
Према попису становништва из 2010. у граду је живело 203 становника, што је 118 (36,8%) становника мање него 2000. године.
| Група             | 2000.       | 2010.       |
| Белци             | 154 (48,0%) | 129 (63,5%) |
| Афроамериканци    | 26 (8,1%)   | 16 (7,9%)   |
| Азијати           | 0 (0,0%)    | 0 (0,0%)    |
| Хиспаноамериканци | 139 (43,3%) | 55 (27,1%)  |
| Укупно            | 321         | 203         |